# Thebacon
Thebacon of Acetyldihydrocodeïnone is een half-synthetische opioïde, vervaardigd van Thebaïne, net als een andere opioïde, Hydrocodon. Thebacon, als hydrochloride is de werkzame stof van Acedicon. Acedicon is een medicijn dat gebruikt wordt als narcotisch antitussivum, een verdovend antihoestmiddel. Omdat thebacon een derivaat is van morfine, staat het onder de lijst van verdovingsmiddelen. Het medicijn wordt nog zeer zelden uitgeschreven.
Acedicone®, door Boehringer-Ingelheim is het enige medicijn dat nog verkocht wordt met thebacon (HCL). Het is enkel op recept verkrijgbaar. Het wordt nog zeer zelden voorgeschreven. Door de weinige onderzoeken die gedaan zijn op thebacon, is er weinig informatie over dit middel beschikbaar. Er worden geen nieuwe onderzoeken gedaan op deze stof.
Het geneesmiddel is ondertussen van de markt gehaald omdat het narcostisch effect heeft en het centraal zenuwstelsel onderdrukt.

## Mogelijke bijwerkingen
- Slaperigheid, duizeligheid, verwarring, droge mond, onrust, hoofdpijn, hallucinaties.
- Misselijkheid, braken.
- Hartritmestoornissen, bloeddrukdaling.
- Verzwakking van de ademhaling.
- Moeilijk urineren.
- Visuele stoornissen.
- Sommige gevallen van spierstijfheid.

Let op de euforische werking van opiaten die aanleiding geven tot afhankelijkheid.